# Roztocka Czuba
Die Fünfseenkoppe (polnisch Roztocka Czuba) ist ein Berg im Massiv der Miedziane Grań in der polnischen Hohen Tatra in der Woiwodschaft Kleinpolen mit einer Höhe von 1425 m n.p.m.

## Lage und Umgebung
Unterhalb des Gipfels liegen die Täler Roztoka Murmeltiertal  (Świstówka Roztocka) im Westen, Fischseetal im Westen und Roztokatal im Norden.
Die Fünfseenkoppe liegt zwischen den Bergpässen Fünfseesattel (Roztockie Siodło) und Zirbenjoch (Limbowa Przełęcz). Sie liegt in dem Nordostkamm des Massivs.

## Etymologie
Der Name Roztocka Czuba lässt sich als Roztoka-Hügel übersetzen und bezieht sich auf den Namen des Tales Dolina Roztoki.

## Erstbesteigung
Der Aufstieg auf die Fünfseenkoppe ist recht einfach. Es ist daher davon auszugehen, dass sie bereits spätestens seit dem 17. Jahrhundert von Hirten, Bergleuten und Wilderern bestiegen wurde.

## Tourismus
Auf die Fünfseenkoppe führt kein markierter Wanderweg.
Am Fuße des Massivs befinden sich die Schutzhütten Schronisko PTTK nad Morskim Okiem im Osten und Schronisko PTTK w Dolinie Pięciu Stawów Polskich im Westen. Unweit des Gipfels befindet sich auch die Schutzhütte Schronisko PTTK w Dolinie Roztoki.

## Belege
- Zofia Radwańska-Paryska, Witold Henryk Paryski, Wielka encyklopedia tatrzańska, Poronin, Wyd. Górskie, 2004, ISBN 83-7104-009-1.
- Tatry Wysokie słowackie i polskie. Mapa turystyczna 1:25.000, Warszawa, 2005/06, Polkart, ISBN 83-87873-26-8.